# Dólar dos Estados Unidos
O dólar dos Estados Unidos (em inglês:  United States dollar), também conhecido como dólar estadunidense ou dólar americano é a moeda oficial dos Estados Unidos e utilizada no mundo inteiro, tanto em reservas internacionais, como em livre circulação em alguns países. Atualmente, sua expedição é controlada pela Reserva Federal dos Estados Unidos.
O nome dollar deriva de thaler (em português táler), abreviação de Joachimsthaler, uma moeda de prata cunhada pela primeira vez em 1518, com prata extraída das minas situadas em torno da cidade de Joachimsthal ("Vale de São Joaquim"), atual Jáchymov, na Boêmia.

## Características

### Abreviações
O código ISO 4217 para o dólar dos Estados Unidos é USD (que significa United States Dollar), e o Fundo Monetário Internacional refere-se ao mesmo como US$, abreviação que também é muito comum fora dos EUA para designá-lo.
Usa-se também o símbolo $, normalmente escrito antes do valor numérico, para o dólar dos EUA, assim como para muitas outras moedas. O sinal foi o resultado de uma evolução, no fim do século XVIII, da sigla "ps", do peso. O p e s, passaram a ser escritos um sobre o outro, dando origem ao $.
Outra explicação popular é que ele vem das Colunas de Hércules no brasão espanhol da moeda espanhola cunhadas no Novo Mundo na Cidade do México, Potosí e Lima. Estas colunas de Hércules nas moedas espanholas de prata assumiram a forma de duas barras verticais (||) com uma faixa de pano balançando na forma de um "S".
Há ainda outra explicação ficcional que sugere que o sinal do dólar foi formado a partir das letras maiúsculas U e S escritas ou impressas uma em cima da outra. Esta teoria, popularizada pela escritora Ayn Rand em Atlas Shrugged, ignora o fato de que o símbolo já estava em uso antes da formação dos Estados Unidos.

### Subdivisões
O dólar dos Estados Unidos é dividido em 100 cêntimos ou então em 10 dimes, mas este último é usado hoje em dia somente para designar a moeda de 10 cents. Moedas e notas de um dólar existem simultaneamente, embora notas sejam encontradas mais facilmente. Denominações menores que um dólar são emitidas em moedas, enquanto as que o superam são emitidas em notas da Reserva Federal (Federal Reserve).

## História
A Lei da moeda de 1792 (também conhecida como Lei da Casa da Moeda; oficialmente: Um ato que estabelece uma casa da moeda, e regulamenta as Moedas dos Estados Unidos), aprovada pelo Congresso dos Estados Unidos em 2 de abril de 1792, criou o dólar dos Estados Unidos como a unidade padrão de dinheiro do país, estabeleceu a Casa da Moeda dos Estados Unidos e regulamentou a cunhagem dos Estados Unidos. Esta lei estabeleceu o dólar de prata como a unidade de dinheiro nos Estados Unidos, declarou-o como uma proposta legal, e criou um sistema decimal para a moeda americana.

### Após a 2ª Guerra Mundial
Até 1944, quando ocorreu a Conferência de Bretton Woods, era difícil determinar o valor do dólar em comparação ao de outras unidades monetárias, sendo a dificuldade ainda maior com os fortes abalos causados pela Segunda Guerra Mundial. Geralmente as cotações se baseavam nas reservas em ouro dos países, por ser o ouro um parâmetro universal. Àquela altura, os EUA já eram a maior potência mundial, por isso tentou-se estabelecer um padrão em que o grama de ouro teria um valor fixo em dólares.
O sistema durou até o início da década de 1970, quando o dólar já estava seriamente desvalorizado em relação ao valor acordado originalmente. Em 1971, o dólar deixou de ser diretamente conversível em ouro e, graças aos avanços tecnológicos que permitem negociações rápidas e em grandes volumes, surgiu o câmbio flutuante englobando vários pares de moedas. Foi assim que nasceu o Forex.

### Circulação fora dos Estados Unidos
Em 1995, mais de 380 bilhões de dólares dos Estados Unidos estavam em circulação, dois terços disso fora dos EUA. Em abril de 2004, aproximadamente 700 bilhões estavam em circulação, com uma estimativa de metade de dois terços dele fora dos EUA. No dia 31 de dezembro de 2022 o montante de dólares em circulação avizinha os 2,30 trilhões segundo a Reserva Federal.
Os Estados Unidos são um dos vários países que usam a moeda dólar. Vários países usam o dólar dos Estados Unidos como sua moeda oficial, e muitos outros permitem que seja usado de facto.

### Dolarização da economia
Nas décadas de 1980 e 1990, muitos economistas viam, com grande simpatia, a dolarização da economia brasileira como forma de romper o círculo vicioso da inflação, que, à época, já podia ser considerada hiperinflação. Adotando o dólar como lastro para a moeda nacional, o Brasil poderia se ver livre do tão terrível dragão inflacionário. Outros economistas tinham receio na adoção dessa solução, principalmente quando viram a Argentina sofrer com a incapacidade de pagamento, resultando no abandono desse sistema.
Alguns dizem que o Plano Real foi, por um breve período, um tipo de dolarização da economia brasileira, visto que a URV (Unidade Real de Valor), tinha, mais ou menos, o mesmo valor de 1 dólar. Após a desvalorização do real em 1999, houve o descolamento da moeda estadunidense, com a adoção do câmbio flutuante.
A maior cotação do dólar americano na história brasileira foi de R$ 6,09, alcançado no dia 6 de dezembro de 2024, após algumas medidas fiscais do governo.

## Notas fora de circulação

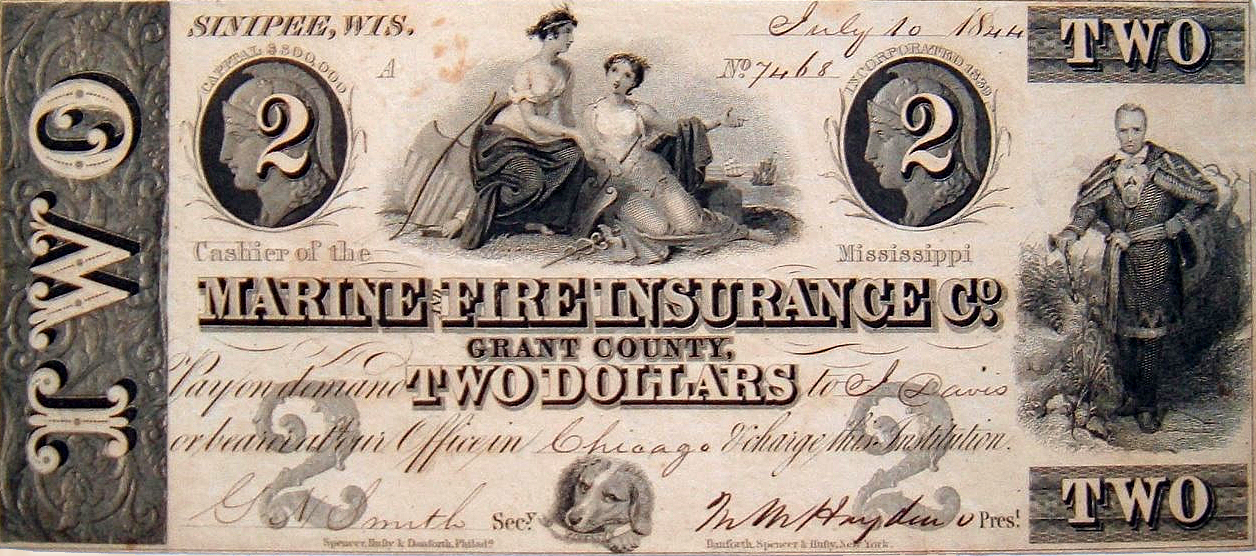
Papel-moeda privado no valor de 2 dólares, emitido durante a Free Banking Era (1837-1864).